# Ассоциация датских футбольных болельщиков
Ассоциация датских футбольных болельщиков (дат. Danske Fodbold Fanklubber), сокращённо ДФФ — датская организация, объединяющая фанатские движения футбольных клубов Дании и её национальной сборной. Основана осенью 2003 года представителями 20 фан-клубов Дании из высшей датской лиги. Президент — Расмус Тренсков (дат. Rasmus Trenskow).

## Деятельность
В прошлом Ассоциация занималась защитой интересов фанатских движений клубов Датской Суперлиги. Позже было принято решение о расширении зоны деятельности до клубов трёх высших уровней датского футбола и их фанатских движений, а также включении клубов движения ролиганов (официальных фанатов сборной Дании) в структуру Ассоциации. В настоящее время Ассоциация организует выезды фанатов датских клубов и датской сборной на международные турниры (еврокубки, матчи сборной и участием в финальных частях чемпионатов мира и Европы), а также борется против насилия, вандализма, расизма и прочих агрессивных проявлений футбольного хулиганства в фанатской среде.
Ассоциация насчитывает более 40 тысяч членов-физических лиц и 32 фан-клуба.

## Фан-движения

### Клубные организации
- AB Forever (Академиск)
- AGF Fanclub Aarhus (Орхус)
- B.93 Fanklub (Б-93)
- BK Frem Support (Фрем)
- Black Wolves (Мидтьюлланн)
- Blue Knights (Эсбьерг)
- Brøndby Support (Брондбю)
- De Blå/Hvide Engle (Фремад Амагер)
- De Grønne Supportere (Аварта)
- De Stribede (Оденсе)
- Den Blå Bølge (Греве)
- Fanklubben Den Gule Fare (Хорсенс)
- FC Helsingør Fodboldfans (Хельсингёр)
- FC Roskilde Fan Club (Роскилле)
- F.C. København Fan Club (Копенгаген)
- HB Køge Support (Svanerne) (ХБ Кёге)
- Holbæk Blue Sharks (Нордвест / Хольбек)
- Hvidovre Fanklub (Видовре)
- Lyngby Fans (Люнгбю)
- Næstved Support (Нествед)
- Randers FC Support (Раннерс)
- Silkeborg Sifosis (Силькеборг)
- Sønderjydske Fodbold Support (Сённерйюск)
- The Crazy Reds (Вайле)
- The Green Pride (Виборг)
- Wild Tigers (Норшелланн)
- AaB Support Club (Ольборг)

### Сборная
- De Danske Roligans
- Fynske Roligans
- Roliganklubben Bornholm
- Roliganklubben Trekanten
- Roligan Kolding

### Вышли из состава
- FAN Fyn (Фюн)
- Herfølge Support (Херфёльге)
- Køge Support (до 2007, Кёге)
- Blue Vikings (1994—2016, Люнгбю)
- Red Viking (Вестшелланн)
- Tigers (Оденсе)

## Критика

### Выход AaB Support Club
14 мая 2011 года «AaB Support Club», фан-клуб «Ольборга» объявил о выходе из Ассоциации в связи с тем, что его интересы не учитывались другими фан-клубами.

### Выход Tigers
11 февраля 2009 года о своём выходе из Ассоциации и прекращении сотрудничества объявил фан-клуб «Tigers» команды «Оденсе». Причиной стали санкции в отношении фан-клуба за участие в акции Eurostand в защиту футбольных фанатов, которые не пускают на матчи по разным причинам. Фан-клуб не согласился с предложенной Ассоциацией программой из 12 пунктов о разрешении подобной проблемы.

### Реестр хулиганов
Крупнейший фан-клуб «Brøndby Support», не входящий в Ассоциацию, осудил отношение Ассоциации к Закону о безопасности на спортивных событиях и так называемому «Реестру хулиганов» (дат. Hooliganregisteret), назвав подобные действия нарушениями прав граждан.

### Возвращение AaB Support Club и Brøndby Support
AaB Support Club и Brøndby Support 1 июля 2012 года вернулись в Ассоциацию, сумев начать конструктивный диалог с ней и договорившись о координации работы в области защиты гражданских прав фанатов и их безопасности. 9 сентября 2012 года изменения были внесены в Устав Ассоциации после ежегодной встречи с подачи обоих фан-клубов.